# Theta Coronae Borealis
Theta Coronae Borealis (4 Coronae Borealis) é uma estrela na direção da constelação de Corona Borealis. Possui uma ascensão reta de 15h 32m 55.80s e uma declinação de +31° 21′ 33.0″. Sua magnitude aparente é igual a 4.14. Considerando sua distância de 311 anos-luz em relação à Terra, sua magnitude absoluta é igual a −0.76. Pertence à classe espectral B6Vnn. É uma estrela Be.